# Sagolandet
För den finländska tangon, se Satumaa.
Sagolandet är en svensk-västtysk dokumentärfilm från 1988 av Jan Troell.

## Handling
När dottern Johanna föds 1983 berättar Jan Troell om sin barndoms Sverige och det Sverige som Johanna föds i. Filmen består av olika samtal blandat med reportage från samtidens Sverige.
I filmen, som är kritisk mot samtidens Sverige, har den amerikanske psykologen Rollo May en central roll. I filmen intervjuas bland andra tidigare statsministern Tage Erlander och statsrådet Ingvar Carlsson. När filmen hade premiär hade Carlsson hunnit bli statsminister och Tage Erlander hade avlidit ett par år tidigare.

## Om filmen
Filmen hade premiär den 8 februari 1988 och är tillåten från 11 år.

## Medverkande
- Johanna Troell
- Agneta Ulfsäter-Troell
- Jan Troell
- Rollo May
- Nils Erik Åhmansson
- Ingvar Carlsson
- Tage Erlander
- Per Olof Håkansson
- Olof Palme

## Musik i filmen
- Ah! Vous dirai-je, Maman, skriven av Wolfgang Amadeus Mozart, framförd av Lars Roos
- En afton vid Mjörn, musik av Karl Severin
- Un giorno de la vita, musik av Bo Ullman, framförd av Sveriges Radios symfoniorkester
- Till glädjen, musik av Ludwig van Beethoven, text av Friedrich von Schiller, framförd av Columbia Symphony Orchestra och Westminster Choir
- Svit, violoncell, nr 4, BWV 1010, Ess-dur, musik av Johann Sebastian Bach, framförd av Pablo Casals
- Svit, violoncell, nr 5, BWV 1011, musik av Johann Sebastian Bach, framförd av Pablo Casals
- Requiem, kör, orkester, op. 5, musik av Hector Berlioz, framförd av Bayerska radions symfoniorkester och kör
- Pomp and Circumstance, svit, op. 39. Marsch nr 1 D-dur, musik av Edward Elgar, framförd av Kommunala musikskolan i Trelleborg
- Arbetets söner, musik av Nils Peter Möller

## Utmärkelser
- 1988 – Guldbaggen, Jan Troell för kreativa insatser
- 1988 – Filmfestivalen i Florens, bästa undersökande dokumentär
- 1988 – Svenska Filmkritikerförbundets pris, årets film
- 1988 – Filmfestivalen i Berlin, Jan Troell, hedersomnämnande
- 1989 – Filmfestivalen i Paris, hedersomnämnande